# CR-01
CR-01とは、株式会社タミヤよりリリースされている電動RCカーのシャーシ名称である。

## 概要
ロッククローリング用に開発された大柄なシャーシ。アルミ製サイドメンバー、樹脂製クロスメンバーのラダーフレームを採用している。
モーターとバッテリーは縦置きのシャフトドライブ4WDとなっている。
大型のロッククローリングタイヤを標準装備。

## 基本構成
- ホイールベース：288mm
- トレッド：前後とも208mm
- タイヤ幅/径：前後とも57/125mm
- フレーム：ラダーフレーム
- 駆動方式：縦置きモーター・シャフトドライブ4WD
- デフギヤ方式：前後：3ベベル
- トランスファー：プラネタリータイプ
- サスペンション：前後とも4リンクリジッド
- ダンパー：前後ともCVAオイルダンパー
- モーター：540タイプ

## 採用車種
- 「メルセデス・ベンツ ウニモグ 406」　2008年9月発売[1]
- 「フォード ブロンコ 1973」　2009年6月発売[2]
- 「ジープ ラングラー（YJ）」　2012年12月発売[3]
- 「ロックソッカー（CR-01シャーシ）」　2014年5月発売[4]
- 「トヨタ FJクルーザー（CR-01シャーシ）」　2015年5月発売[5]